# دانوگان
دانوگان (به انگلیسی: Dunvegan) یک روستا در بریتانیا است که در هایلند واقع شده‌است. دانوگان ۲۱۴ نفر جمعیت دارد.